# Dave Holland
 For alternative betydninger, se Dave Holland (bassist).
David Holland (født 5. april 1948 i Wolverhampton, Staffordshire, død 16. januar 2018) var en britisk trommeslager, som var bedst kendt som tidligere medlem af Judas Priest. 
I 2004 blev han fundet skyldig i forsøg på voldtægt af en teenagedreng.